# Estadísticas de aborto en los Estados Unidos

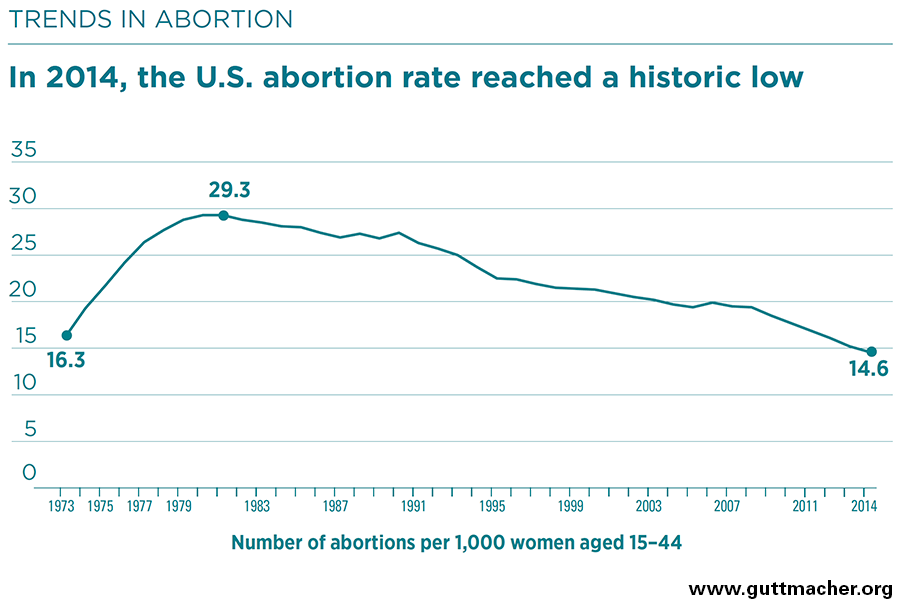
Tendencias en el tasas de aborto en Estados Unidos del Instuto Guttmacher (2018)

Las estadísticas de aborto en los Estados Unidos varía según la fuente ya que la publicación no es obligatoria. Los Centros para el Control y la Prevención de Enfermedades ("CDC" por sus siglas en inglés) y el Instituto Guttmacher informan periódicamente sobre estas estadísticas utilizando diferentes metodologías. Las estadísticas de aborto generalmente se presentan como el número de abortos, las tasas de aborto (el número de los abortos por 1,000 mujeres entre 15 a 44 años)  o la proporción de aborto (el número de abortos por cada 1,000 nacimientos en mujeres entre 15 a 44 años).

## Informes de vigilancia del CDC
Los Centros para Control de Enfermedad y Prevención empezaron los informes de vigilancia del aborto en 1969 para documentar el número y las características de las mujeres que obtienen abortos inducidos legales. Los CDC compilan la información de la mayoría de los estados,Washington D. C. y la ciudad de Nueva York recopilan para producir estimaciones nacionales. Las cifras de los CDC, publicados anualmente, se derivan de los recuentos reales de cada aborto informado a los departamentos de salud estatales. Informar a los CDC no es obligatorio, y algunos estados eligen no informar los abortos a los CDC. El sistema de vigilancia de los CDC compilan información únicamente de abortos legales inducidos. Ya que la notificación es voluntaria, los informes de los CDC no cuentan el número real de abortos en los Estados Unidos.
Para 2016, los CDC informaron 623,471 abortos de 48 de las 52 áreas informadas. La tasa de aborto fue de 11,6 abortos por 1,000 mujeres entre 15 a 44 años, y la proporción de abortos era 186 abortos por 1,000 nacimientos.
Téngase en cuenta que hay una gran disminución en los abortos notificados entre 1997 y 1998. Esto se debe a que las áreas que informaron a las CDC se redujeron de 52 en 1997 a 47 en 1998.  La disminución real de 1997 a 1998 en aquellas 47 áreas fue sólo del 2%.
Tasa de abortos totales informados por los CDC Nota: De 2006 a 2015, las estimaciones de los CDC se basan en 49 áreas informantes (los departamentos de salud de 47 estados, Washington D.C. y la ciudad de Nueva York). En 2016, las estimaciones de los CDC se basan en 48 áreas de informes. California , Maryland , Nuevo Hampshire y Washington D.C. no informaron a los CDC sobre la vigilancia del aborto durante ese año.
| Año  | Número de abortos reportados a CDC | Número de los abortos por 1,000 mujeres entre 15 a 44 años (Tasa) | Número de abortos por 1,000 nacimientos vivos (Tasa) | Informe de Vigilancia de Aborto de CDC |
| ---- | ---------------------------------- | ----------------------------------------------------------------- | ---------------------------------------------------- | -------------------------------------- |
| 1970 | 193,491                            | 5                                                                 | 52                                                   | [ 5 ]                                  |
| 1971 | 485,816                            | 11                                                                | 137                                                  |                                        |
| 1972 | 586,760                            | 13                                                                | 180                                                  |                                        |
| 1973 | 615,831                            | 14                                                                | 196                                                  |                                        |
| 1974 | 763,476                            | 17                                                                | 242                                                  |                                        |
| 1975 | 854,853                            | 18                                                                | 272                                                  |                                        |
| 1976 | 988,267                            | 21                                                                | 312                                                  |                                        |
| 1977 | 950,675                            | 22                                                                | 325                                                  |                                        |
| 1978 | 1,157,776                          | 23                                                                | 347                                                  |                                        |
| 1979 | 1,251,921                          | 24                                                                | 358                                                  | [ 7 ]                                  |
| 1980 | 1,297,606                          | 25                                                                | 359                                                  |                                        |
| 1981 | 1,300,760                          | 24                                                                | 358                                                  | [ 8 ]                                  |
| 1982 | 1,303,980                          | 24                                                                | 354                                                  |                                        |
| 1983 | 1,268,987                          | 23                                                                | 349                                                  |                                        |
| 1984 | 1,333,521                          | 24                                                                | 364                                                  | [ 9 ]                                  |
| 1985 | 1,328,570                          | 24                                                                | 354                                                  |                                        |
| 1986 | 1,328,112                          | 23                                                                | 354                                                  | [ 10 ]                                 |
| 1987 | 1,353,671                          | 24                                                                | 356                                                  |                                        |
| 1988 | 1,371,285                          | 24                                                                | 352                                                  | [ 11 ]                                 |
| 1989 | 1,396,658                          | 24                                                                | 346                                                  | [ 12 ]                                 |
| 1990 | 1,429,247                          | 24                                                                | 345                                                  | [ 13 ]                                 |
| 1991 | 1,388,937                          | 24                                                                | 339                                                  | [ 14 ]                                 |
| 1992 | 1,359,145                          | 23                                                                | 335                                                  | [ 15 ]                                 |
| 1993 | 1,330,414                          | 23                                                                | 334                                                  | [ 16 ]                                 |
| 1994 | 1,267,415                          | 21                                                                | 321                                                  |                                        |
| 1995 | 1,210,883                          | 20                                                                | 311                                                  | [ 17 ]                                 |
| 1996 | 1,221,585                          | 21                                                                | 314                                                  | [ 18 ]                                 |
| 1997 | 1,186,039                          | 20                                                                | 274                                                  | [ 19 ]                                 |
| 1998 | 884,273                            | 17                                                                | 264                                                  | [ 20 ]                                 |
| 1999 | 861,789                            | 17                                                                | 256                                                  | [ 21 ]                                 |
| 2000 | 857,475                            | 16                                                                | 246                                                  | [ 22 ]                                 |
| 2001 | 853,485                            | 16                                                                | 246                                                  | [ 23 ]                                 |
| 2002 | 854,122                            | 16                                                                | 246                                                  | [ 24 ]                                 |
| 2003 | 848,163                            | 16                                                                | 241                                                  | [ 25 ]                                 |
| 2004 | 839,226                            | 16                                                                | 238                                                  | [ 26 ]                                 |
| 2005 | 820,151                            | 15                                                                | 233                                                  |                                        |
| 2006 | 846,181                            | 15.9                                                              | 236                                                  | [ 27 ]                                 |
| 2007 | 827,609                            | 15.6                                                              | 231                                                  | [ 28 ]                                 |
| 2008 | 825,564                            | 15.6                                                              | 234                                                  | [ 29 ]                                 |
| 2009 | 789,507                            | 14.9                                                              | 227                                                  | [ 30 ]                                 |
| 2010 | 765,651                            | 14.4                                                              | 228                                                  | [ 31 ]                                 |
| 2011 | 730,322                            | 13.7                                                              | 219                                                  | [ 32 ]                                 |
| 2012 | 699,202                            | 13.1                                                              | 210                                                  | [ 33 ]                                 |
| 2013 | 664,435                            | 12.4                                                              | 200                                                  | [ 34 ]                                 |
| 2014 | 652,639                            | 12.1                                                              | 186                                                  | [ 35 ]                                 |
| 2015 | 638,169                            | 11.8                                                              | 188                                                  | [ 6 ]                                  |
| 2016 | 623,471                            | 11.6                                                              | 186                                                  | [ 4 ]                                  |

## Estimaciones del Instituto Guttmacher
A diferencia de los CDC, la organización de investigación y políticas sobre el derecho al aborto del Instituto Guttmachee no se basa solo en informes estatales, sino que realiza encuestas periódicas a los proveedores de servicios de aborto en todos los estados para estimar el número de abortos en los Estados Unidos. .
Para 2014, el Instituto Guttmacher informó 926,200 abortos, una tasa de abortos de 14,6 abortos por cada 1000 mujeres de 15 a 44 años.  Para 2017, el Instituto Guttmacher informó 862,320 abortos, una tasa de abortos de 13,5 abortos por cada 1000 mujeres de 15 a 44 años.